# Elezioni parlamentari a Cuba del 1930
Le elezioni parlamentari a Cuba del 1930 si tennero il 1º novembre per eleggere la metà dei parlamentari della Camera dei rappresentanti e il rinnovo del Senato. Le elezioni furono vinte dal Partito Liberale Autonomista, che ottenne 18 seggi su 24 al Senato e 28 seggi su 59 alla Camera.

## Risultati
| Liste                          | Camera dei rappresentanti | Camera dei rappresentanti | Camera dei rappresentanti | Senato | Senato | Senato |
| Liste                          | Voti                      | %                         | Seggi                     | Voti   | %      | Seggi  |
| ------------------------------ | ------------------------- | ------------------------- | ------------------------- | ------ | ------ | ------ |
| Partito Liberale Autonomista   |                           | 47,76                     | 28                        |        | 75,00  | 18     |
| Partito Conservatore Nazionale |                           | 38,98                     | 23                        |        | 25,00  | 6      |
| Totale                         |                           |                           | 59                        |        |        | 24     |